# Abu Dhabi Wildcats
Gli Abu Dhabi Wildcats sono una squadra di football americano di Abu Dhabi, negli Emirati Arabi Uniti. Hanno vinto il titolo nazionale nel 2012-2013 e nel 2013-2014.

## Dettaglio stagioni

### Tornei nazionali

#### Campionato

##### EAFL
| Stagione | regular season | regular season | regular season | regular season | regular season | regular season | playoff | playoff | playoff | playoff | playoff | playoff     | playoff             |
|          | Vin            | Par            | Per            | Tot            | PF             | PS             | Vin     | Per     | Tot     | PF      | PS      | risultato   | avversaria          |
| -------- | -------------- | -------------- | -------------- | -------------- | -------------- | -------------- | ------- | ------- | ------- | ------- | ------- | ----------- | ------------------- |
| 2012-13  | 5              | 0              | 0              | 5              | 54             | 50             | 2       | 0       | 2       | 36      | 26      | Campioni    | Dubai Stallions     |
| 2013-14  | 3              | 0              | 3              | 6              | 123            | 100            | 2       | 0       | 2       | 54      | 13      | Campioni    | Dubai Stallions     |
| 2014-15  | 3              | 1              | 3              | 7              | 120            | 67             | 0       | 1       | 1       | 12      | 21      | Semifinale  | Dubai Stallions     |
| 2015-16  | 4              | 0              | 2              | 6              | 46             | 55             | 1       | 1       | 2       | 36      | 29      | Desert Bowl | Dubai Barracudas    |
| 2016-17  | 5              | 0              | 1              | 6              | 86             | 53             | 1       | 1       | 2       | 26      | 18      | Desert Bowl | Al Ain Desert Foxes |
| 2017-18  | 1              | 0              | 4              | 5              | 30             | 42             | 1       | 1       | 2       | 13      | 25      | Desert Bowl | Dubai Barracudas    |
| 2018-19  | 1              | 0              | 6              | 7              | 28             | 96             | 0       | 1       | 1       | 0       | 1       | Semifinale  | Al Ain Desert Foxes |
| Totale   | 22             | 1              | 19             | 42             | 487            | 463            | 7       | 5       | 12      | 177     | 133     |             |                     |

Fonti: Enciclopedia del Football - A cura di Roberto Mezzetti

### Riepilogo fasi finali disputate
| Anno             | Luogo | Evento | Fase del torneo | Incontro                                 | Risultato    |
| 8 marzo 2013     |       | EAFL   | Desert Bowl     | Abu Dhabi Wildcats - Dubai Stallions     | 21 - 12      |
| 14 marzo 2014    |       | EAFL   | Desert Bowl     | Dubai Stallions - Abu Dhabi Wildcats     | 13 - 14      |
| 27 febbraio 2015 |       | EAFL   | Semifinale      | Dubai Stallions - Abu Dhabi Wildcats     | 21 - 12      |
| 18 marzo 2016    |       | EAFL   | Desert Bowl     | Dubai Barracudas - Abu Dhabi Wildcats    | 21 - 18      |
| 17 marzo 2017    |       | EAFL   | Desert Bowl     | Abu Dhabi Wildcats - Al Ain Desert Foxes | 12 - 18      |
| 16 marzo 2018    |       | EAFL   | Desert Bowl     | Dubai Barracudas - Abu Dhabi Wildcats    | 19 - 0       |
| 22 marzo 2019    |       | EAFL   | Semifinale      | Al Ain Desert Foxes - Abu Dhabi Wildcats | 1 - 0 d.g.s. |

## Palmarès
- 2 EAFL (2012-2013, 2013-2014)